# Pubblico Movimento di Scout e Guide

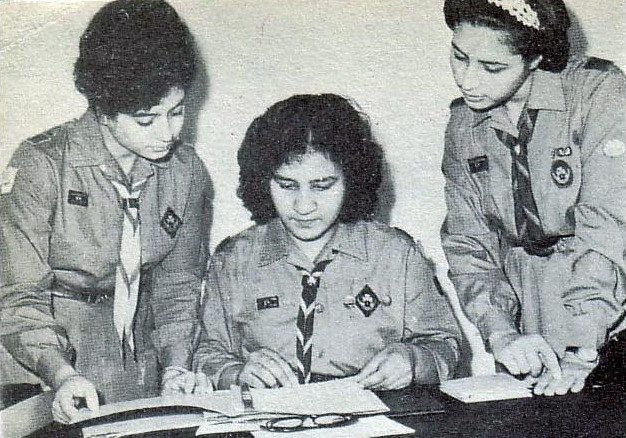
Libyan Girl Scouts, 1960

Il Pubblico Movimento di Scout e Guide (arabo: الحركة العامة للكشافة والمرشدات) è l'organizzazione nazionale scout operante in Libia fondata nel 1954, durante il regno di Idris I. L'organizzazione è affiliata all'Organizzazione Mondiale del Movimento Scout dal 1958 ed all'Associazione Mondiale Guide ed Esploratrici dal 1981 e consta di 18.500 membri tra 13.698 esploratori e 4.766 guide (stima del 2004).
Tre membri di questa organizzazione hanno ricevuto il Lupo di Bronzo dal Comitato Scout Mondiale: Ali Khalifa el-Zaidi (1966, unica assegnazione mai fatta per "meriti speciali al mondo scout"), Mansour Mohamed El-Kikhia (1981) e Mohamed Hassouna Fhema (1983).
Nonostante fossero tollerati dal regime di Muʿammar Gheddafi, durante la prima guerra civile in Libia presero attivamente parte alle operazioni contro il dittatore prendendosi un ruolo ausiliario nelle forze anti-gheddafiane.